# レドニッツヘムバッハ
レドニッツヘムバッハ (ドイツ語: Rednitzhembach) は、ドイツ連邦共和国バイエルン州ミッテルフランケンのロート郡に属す町村（以下、本項では便宜上「町」と記述する）。ニュルンベルク–フュルトの都市圏とフランケン湖水地方を結ぶ軸の南に位置する。

## 地理

### 自治体の構成
この町は、公式には8つの地区 (Ort) からなる。このうち小集落や孤立農場などを除く集落を以下に列記する。
- イーゲルスドルフ
- プレッケンドルフ
- レドニッツヘムバッハ
- ウンターマインバッハ
- ヴァルパースドルフ

### 河川
レドニッツ川とライン＝マイン運河がレドニッツヘムバッハを貫いて流れている。ヘムバッハ川（東から）とマインバッハ川（西から）がレドニッツ川に合流する。

## 行政

### 紋章
図柄:上下二分割。上部は黒字で銀の水車の上半分が描かれている。下部は、銀と赤に左右二分割。それにかぶせるように青い波帯。
レグニッツ川沿いの町であることを青い波帯が示している。また、レドニッツヘムバッハの製粉業の重要性を半分の水車が表現している。ニュルンベルクの都市貴族ベーハイム・フォン・シュヴァルツェンバッハがこの地を所領としていたため、その紋章（銀と赤の左右二分割）が町の紋章にも取りこまれている。さらに白と黒の色合いはブランデンブルク＝アンスバッハ辺境伯との関係をも示している。

### 友好都市
- バルドリーノ（イタリア、ヴェネト州）

## 文化
- 芸術遊歩道

## 経済と社会資本

### 交通
自動車
レドニッツヘムバッハは、アウトバーンA6号および連邦道B2号線近くに位置する。
鉄道
レドニッツヘムバッハには、町の中心からほど近い場所にSバーンの駅がある。この路線は3組の線路からなっており、うち1本はロートおよびニュルンベルク中央駅のどちら行きの列車も利用できるようになっている。
バス
661系統:シュヴァーバッハ駅–フォーゲルヘルト＝ファルベンホルツ–プレッケンドルフ–ファルベンホルツ–シュヴァーバッハ駅
676系統:シュヴァーバッハ–レドニッツヘムバッハ–シュヴァンシュテッテン–ヴェンデルシュタイン
604系統:ロート–シュヴァント–ヴェンデルシュタイン–レッテンバッハ
675系統レドニッツヘムバッハ駅–ヴァルパースドルフ–ウンターマインバッハ–レドニッツヘムバッハ駅

### メディア
唯一の地元日刊紙は、シュヴァーバッヒャー・タークブラット (Schwabacher Tagblatt) である。これはシュヴァーバッハにある地域指向の編集を行っている新聞である。この他にニュルンベルク・ナハリヒテン (Nürnberger Nachrichten) も多く購読されている。

## 引用
1. ↑  https://www.statistikdaten.bayern.de/genesis/online?operation=result&code=12411-003r&leerzeilen=false&language=de Genesis-Online-Datenbank des Bayerischen Landesamtes für Statistik Tabelle 12411-003r Fortschreibung des Bevölkerungsstandes: Gemeinden, Stichtag (Einwohnerzahlen auf Grundlage des Zensus 2011)
2. ↑  Bayerische Landesbibliothek Online